# 邓铁涛
邓铁涛（1916年11月6日—2019年1月10日），男，汉族，广东开平人，中国大陆中醫師，广州中医药大学终身教授，中医内科学专业博士研究生导师，首届國醫大師。

## 逝世
2019年1月10日凌晨6时6分逝世，享嵩寿104岁。
其追悼会后于1月16日在广州殡仪馆白云厅举行。

## 争议
中國作家方舟子曾转载医学专业网站丁香园上的網路文章，其中聲称邓铁涛不具有现代医学的常识，且邓的儿子和妻子均被其误诊而死。传言其子患肠梗阻便血，其诊断为“肠胃湿热”，利用传统中医药治疗半年无果，后查出结肠癌晚期。其妻胸口疼痛，其诊断为“胃脘痛”，后由于心脏病去世。